# 韦尔索内
韦尔索内（法語：Versonnex，法語發音：[vɛʁsɔnɛ]）是法国东部安省的一个市镇，属于热克斯区。

## 地理
韦尔索内（46°18'8"N, 6°5'50"E）面积5.89 平方千米，位于法国奥弗涅-罗讷-阿尔卑斯大区安省，该省份为法国东部省份，北起汝拉省，西北接索恩-卢瓦尔省，西接罗讷省和里昂大都会，南至伊泽尔省，东与萨瓦省、上萨瓦省和瑞士接壤。
与韦尔索内接壤的市镇（或旧市镇、城区）包括：塞西、奥尔内、索韦尔尼、塞尼、科莱-博西、韦尔苏瓦。

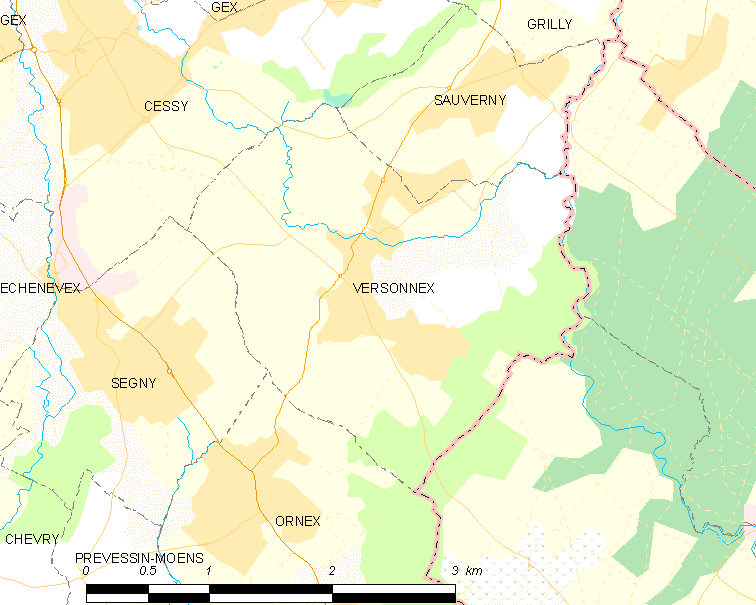
韦尔索内的OSM定位图

韦尔索内的时区为UTC+01:00、UTC+02:00（夏令时）。

## 行政
韦尔索内的邮政编码为01210，INSEE市镇编码为01435。

## 政治
韦尔索内所属的省级选区为热克斯县。

## 人口

1962-2008年间韦尔索内人口变化图示

韦尔索内于2022年1月1日时的人口数量为2222人。